# Marco Sandy
Marco Antonio Sandy Sansusty (Cochabamba, 29 de agosto de 1971) es un exfutbolista y entrenador boliviano. Se desempeñaba como defensa, es el tercer jugador que más partidos ha disputado por la selección de Bolivia, con la que participó en la Copa Mundial de 1994. Actualmente trabaja en las inferiores de la Selección de fútbol de Bolivia junto a Pablo Escobar Olivetti.

## Trayectoria
Se formó como futbolista en la Academia Enrique Happ de su ciudad natal, Cochabamba. Con 18 años fichó por el Tembetary de Paraguay, donde debutó como profesional. Luego de seis meses en este club regresa a Bolivia fichando por el Bolívar donde logró siete títulos locales. También jugó en el Real Valladolid de España, Gimnasia y Esgrima de Jujuy de Argentina y el Tampico Madero de México.
Tras su retiro fue entrenador del Bolívar en el año 2007.

## Selección nacional
Ha sido internacional con la Selección de fútbol de Bolivia en 93 partidos entre 1993 y el 2003 siendo el futbolista con más apariciones con esta selección junto a Luis Cristaldo. El exfutbolista de la selección boliviana ha quedado en segundo lugar junto con Luis Cristaldo por tener más participaciones que ambos han sido superado por Ronald Raldes con 103 partidos en la selección boliviana.

### Participaciones enCopas del Mundo
| Mundial                        | Sede           | Resultado      | PJ | Goles |
| ------------------------------ | -------------- | -------------- | -- | ----- |
| Copa Mundial de Fútbol de 1994 | Estados Unidos | Fase de grupos | 3  | 0     |

### Participaciones enCopas América
| Copa América           | Sede                   | Resultado              | PJ | Goles |
| ---------------------- | ---------------------- | ---------------------- | -- | ----- |
| Copa América 1993      | Ecuador                | Fase de grupos         | 3  | 0     |
| Copa América 1995      | Uruguay                | Cuartos de final       | 4  | 0     |
| Copa América 1997      | Bolivia                | Subcampeón             | 6  | 0     |
| Copa América 1999      | Paraguay               | Fase de grupos         | 2  | 0     |
| Copa América 2001      | Colombia               | Fase de grupos         | 2  | 0     |
| Total en Copas América | Total en Copas América | Total en Copas América | 17 | 0     |

### Participaciones enEliminatorias al Mundial
| Eliminatorias al Mundial                    | Sede                   | Posición               | Resultado              | PJ | Goles |
| ------------------------------------------- | ---------------------- | ---------------------- | ---------------------- | -- | ----- |
| Eliminatorias Mundial de USA 1994           | Estados Unidos         | 2°lugar Grupo B 11pts  | Clasificado            | 7  | 1     |
| Eliminatorias Mundial de Francia 1998       | Francia                | 8°lugar 17pts          | Eliminado              | 14 | 3     |
| Eliminatorias Mundial de Corea y Japón 2002 | Corea del Sur y Japón  | 7°lugar 18pts          | Eliminado              | 11 | 0     |
| Eliminatorias Mundial de Alemania 2006      | Alemania               | 10°lugar 14pts         | Eliminado              | 1  | 0     |
| Total en Eliminatorias                      | Total en Eliminatorias | Total en Eliminatorias | Total en Eliminatorias | 33 | 4     |

### Goles con la selección nacional
| #  | Fecha                   | Lugar                                   | Oponente  | Gol   | Resultado | Competición                             |
| -- | ----------------------- | --------------------------------------- | --------- | ----- | --------- | --------------------------------------- |
| 1. | 13 de junio de 1993     | Estadio Hernando Siles, La Paz, Bolivia | Chile     | 1 – 2 | 1 – 3     | Amistoso                                |
| 2. | 22 de agosto de 1993    | Estadio Hernando Siles, La Paz, Bolivia | Venezuela | 4 – 0 | 7 – 0     | Clasificación Mundial de Fútbol de 1994 |
| 3. | 1 de julio de 1995      | Estadio Nacional del Perú, Lima, Perú   | Perú      | 0 – 1 | 4 – 1     | Amistoso                                |
| 4. | 7 de julio de 1996      | Estadio Hernando Siles, La Paz, Bolivia | Venezuela | 1 – 0 | 6 – 1     | Clasificación Mundial de Fútbol de 1998 |
| 5. | 10 de noviembre de 1996 | Estadio Hernando Siles, La Paz, Bolivia | Colombia  | 1 – 0 | 2 – 2     | Clasificación Mundial de Fútbol de 1998 |
| 6. | 2 de abril de 1997      | Estadio Hernando Siles, La Paz, Bolivia | Argentina | 1 – 0 | 2 – 1     | Clasificación Mundial de Fútbol de 1998 |

## Clubes

### Como jugador
| Club                              | País      | Año       | Partidos | Goles |
| --------------------------------- | --------- | --------- | -------- | ----- |
| C. A. Tembetary                   | Paraguay  | 1990      |          |       |
| Bolívar                           | Bolivia   | 1990-1995 |          |       |
| Real Valladolid C. F.             | España    | 1995-1996 | 4        | 0     |
| Bolívar                           | Bolivia   | 1996-1998 |          |       |
| C. A. Gimnasia y Esgrima de Jujuy | Argentina | 1998-2000 | 46       | 4     |
| Bolívar                           | Bolivia   | 2000-2001 |          |       |
| Tampico Madero F. C.              | México    | 2001-2002 | 3        | 0     |
| Bolívar                           | Bolivia   | 2002-2006 |          |       |
| Total carrera                     |           |           |          |       |

### Como entrenador
| Club                                                                | País    | Año       |
| ------------------------------------------------------------------- | ------- | --------- |
| Bolívar                                                             | Bolivia | 2007      |
| Selección Boliviana sub-20                                          | Bolivia | 2010-2011 |
| Selección Boliviana (Asistente Técnico)                             | Bolivia | 2012-2013 |
| Real Potosí                                                         | Bolivia | 2014      |
| Selección Boliviana femenina                                        | Bolivia | 2014      |
| Universitario San Francisco Xavier de Sucre                         | Bolivia | 2015      |
| Real Potosí                                                         | Bolivia | 2016      |
| Selección Boliviana sub-20                                          | Bolivia | 2017      |
| Jorge Wilstermann (Reserva)                                         | Bolivia | 2021      |
| Real Potosí                                                         | Bolivia | 2021      |
| Jorge Wilstermann (Asistente Técnico)                               | Bolivia | 2021      |
| Selección de fútbol de Bolivia (Coordinación selecciones juveniles) | Bolivia | 2022-Act. |

## Palmarés

### Como jugador
| Título           | Club    | Año     |
| ---------------- | ------- | ------- |
| Primera División | Bolívar | 1991    |
| Primera División | Bolívar | 1992    |
| Primera División | Bolívar | 1994    |
| Primera División | Bolívar | 1996    |
| Primera División | Bolívar | 1997    |
| Primera División | Bolívar | 2002    |
| Primera División | Bolívar | 2004-A  |
| Primera División | Bolívar | 2005-AD |
| Primera División | Bolívar | 2006-C  |